# Sinapidendron
Sinapidendron é um género botânico pertencente à família Brassicaceae.